# Inside Nipples
Inside Nipples was een Amsterdamse punkband, actief tussen 1977 en 1980. 
De band begon aanvankelijk als trio, met de volgende bezetting:
- Frank Lub – basgitaar en zang
- Guido de Zeeuw – gitaar en zang
- Marc Crolla (1958-2014) – drums

Inside Nipples was een van de eerste punkbands in Nederland en trad veelvuldig op in het Nederlandse clubcircuit. In 1978 kwam zangeres Laetitia Goltstein (1957-2001) bij de band. Goltstein stapte in 1979 uit de band en werd vervangen door Catharina Nijhuis (1948-2022).
De band viel op door zijn snelle melodieuze nummers. Dankzij de relaties van Nijhuis met meer bekende Nederlandse bands, zoals Wild Romance, The Meteors en Phoney and the Hardcore, kwam de band iets meer in de aandacht. Inside Nipples speelt een track op de soundtrack van de cultfilm Cha Cha (Herman Brood en Nina Hagen) en maakte een korte tournee door Duitsland.
In 1980 viel de band uiteen.